# Diastella maculata
Diastella maculata är en insektsart som beskrevs av Morgan Hebard 1922. Diastella maculata ingår i släktet Diastella och familjen vårtbitare. Inga underarter finns listade i Catalogue of Life.